# Grammoscelis leuconeura
Grammoscelis leuconeura là một loài bướm đêm trong họ Noctuidae.